# Dans l'empire des ténèbres
Dans l'empire des ténèbres : un écrivain dans les geôles chinoises est une œuvre du dissident chinois Liao Yiwu relatant quatre ans d'emprisonnement, de 1990 à 1994 dans le laogai. L'ouvrage comparé à celui de Soljenitsyne aurait pu ne pas être publié, en raison de l'acharnement de la censure chinoise. 

## Présentation
En 1990 à propos des évènements de la place Tian'anmen de juin 1989, Liao Yiwu écrit un long poème Massacre qui lui vaut d'être condamné à quatre ans de prison, pour « incitation et propagande contre-révolutionnaire ».
Dans son ouvrage, Liao Yiwu évoque les « sans-grade d'un terrible système pénitentiaire et l'envers du décor de la Chine nouvelle » : les « interrogatoires musclés des autorités », la faim de tous les instants, la saleté des prisons, les tortures par le détail, mais aussi les humiliations, les mensonges, les viols,.

## Lecture critique
Robert Badinter décrit Dans l'empire des ténèbres « comme l’un des grands livres de la littérature pénitentiaire, à côté de Soljenitsyne ». Pierre Haski y note une « écriture rabelaisienne », un « humour ravageur » et « beaucoup d’autodérision », mais c'est aussi d'« une violence, physique et morale, insupportable » Grégoire Leménager, critique littéraire au Nouvel Observateur, qualifie le livre  Dans l'Empire des ténèbres  de « magistral » et indique que Liu Xiaobo, un autre dissident chinois, le juge comme un « chef-d’œuvre ». Le philosophe Michaël de Saint-Cheron évoque un « authentique chef-d’œuvre sur ses années d’incarcération ».

## Publication
- Dans l'empire des ténèbres, préface de Marie Holzman et Jean-François Bouthors, postface de Herta Müller, trad. Gao Yun, Marc Raimbourg et Marie Holzman, François Bourin Editeur, 2013,  (ISBN 2849413623)

## À voir